# Куп Југославије у фудбалу 1955.
Куп Југославије у фудбалу 1955. је девето фудбалско куп такмичење Југославије, у којем је учествовало укупно 1507 клубова. У завршницу их се се пласирало 16 клубова (и то 7 из НР Србије, 4 из НР Хрватске и 2 из НР Босне и Херцеговине, по један клуб из НР Црне Горе, НР Македоније и НР Словеније). У завршницу се није пласирао Партизан из Београда јер је у шеснаестини финала изгубио са 1:0 од Новог Сада. 
Финална утакмица се одиграна 29. новембра 1954. у Београду.

## Учесници
| НР Србија | НР Хрватска                                      | НР Босна и Херцеговина | НР Црна Гора       | НР Словенија  | НР Македонија |
| --- | ------------------------------------------------ | ---------------------- | ------------------ | ------------- | ------------- |
| БСК Београд Војводина Нови Сад Напредак Крушевац Нови Сад Раднички Београд Спартак Суботица Црвена звезда Београд | Динамо Загреб Металац Загреб Загреб Хајдук Сплит | Вележ Мостар Сарајево  | Будућност Титоград | Одред Љубљана | Вардар        |

## Осмина финала
| бр. меча | 1. играч           | Резултат | 2. играч              |
| -------- | ------------------ | -------- | --------------------- |
| 1.       | БСК Београд        | 4:0      | Вардар Скопље         |
| 2.       | Сарајево           | 2:4прод. | Црвена звезда Београд |
| 3.       | Хајдук Сплит       | 4:2прод. | Будућност Титоград    |
| 4.       | Металац Загреб     | 1:2      | Раднички Београд      |
| 5        | Напредак Крушевац  | 0:3 сл.  | Динамо Загреб         |
| 6.       | Загреб             | 2:0      | Вележ Мостар          |
| 7.       | Спартак Суботица   | 7:1      | Одред Љубљана         |
| 8.       | Војводина Нови Сад | 5:0      | Нови Сад              |

## Четвртфинале
У четвртфинале су се пласирали клубови из Прве лиге Југославије.
| бр. меча | 1. играч              | Резултат | 2. играч            |
| -------- | --------------------- | -------- | ------------------- |
| 1.       | БСК Београд           | 2:1      | Раднички Београд    |
| 2.       | Црвена звезда Београд | 4:1прод. | Динамо Загреб       |
| 3.       | Загреб                | 0:3      | Хајдук, Сплит       |
| 4.       | Спартак Суботица      | 2:0      | Војводина, Нови Сад |

## Полуфинале
| бр. меча | 1. играч      | Резултат | 2. играч              |
| -------- | ------------- | -------- | --------------------- |
| 1.       | БСК Београд   | 4:0      | Црвена звезда Београд |
| 2.       | Хајдук, Сплит | 2:0      | Спартак Суботица      |

## Финале
| Утак. | Датум        | Клуб, Место | Резултат | Клуб, Место   |
| ----- | ------------ | ----------- | -------- | ------------- |
| 1.    | 29. новембар | БСК Београд | 2:0      | Хајдук, Сплит |

| Освајач Купа Југославије у фудбалу 1955. |
| ---------------------------------------- |
| БСК 2. титула.                           |

| Домаћи клуб                      | Резултат | Гостујући клуб |
| -------------------------------- | --- | --- |
| БСК Београд                      | 2 : 0 (2:0) | Хајдук Сплит |
| Датум                            | 29. новембар, 1955. | 29. новембар, 1955. |
| Стадион                          | Стадион ЈНА, Београд | Стадион ЈНА, Београд |
| Гледалаца                        | 20.000 | 20.000 |
| Судија                           | Трајко Ивановски, Скопље | Трајко Ивановски, Скопље |
| БСК (тренер: Благоје Марјановић) | Душан Цветковић, Димитрије Стојановић, Василије Шијаковић, Милан Крањчић, Здравко Јуричко, Петар Ђорђевић, Предраг Марковић, Сава Антић, Живко Јосић, Тихомир Јелисавчић, Владимир Шенауер | Душан Цветковић, Димитрије Стојановић, Василије Шијаковић, Милан Крањчић, Здравко Јуричко, Петар Ђорђевић, Предраг Марковић, Сава Антић, Живко Јосић, Тихомир Јелисавчић, Владимир Шенауер |
| Хајдук (тренер: Љубо Бенчић)     | Анте Вулић, Љубомир Кокеза, Мирослав Бркљача, Славко Луштица, Давор Грчић, Никола Радовић, Сулејман Ребац, Анте Женетић, Бернард Вукас, Јошко Видошевић, Жарко Максан                      | Анте Вулић, Љубомир Кокеза, Мирослав Бркљача, Славко Луштица, Давор Грчић, Никола Радовић, Сулејман Ребац, Анте Женетић, Бернард Вукас, Јошко Видошевић, Жарко Максан                      |
| Стрелци                          | 1-0 Марковић 3', 2:0 Антић 15'. | 1-0 Марковић 3', 2:0 Антић 15'. |